# Pirati s Kariba Online
Pirati s Kariba Online je MMORPG videoigra koju je stvorio The Walt Disney Company. Igra je bazirana na istoimenom filmskom serijalu i atrakciji u Disneylandu. Igra je isprva najavljena za 26. travnja 2005. i trebala je izaći u ljeto 2006. da bi se poklopila s izlaskom filma Pirati s Kariba: Mrtvačeva škrinja ali je izdavanje bilo više puta odgođeno. Službeno je izdana 31. listopada 2007.
Mjesto radnje su Karibi 18. stoljeća, gdje sve vrvi od raznih sukobljenih strana i neprijatelja svih vrsta, podjednako živih i nemrtvih. Igrač može oblikovati izgled svog lika po vlastitim željama. Glavni otoci u igri su Tortuga, Port Royal, i Padres Del Fuego, ali postoje i brojni manji otoci na kojima se vrše manje misije. 
Igračev glavni cilj je steći što veću slavu. Priča s kojom se igra otvara je da nemrtvi piratski kapetan Jolly Roger traži Jacka Sparrowa kako bi mu se osvetio, dok Jack istodobno traži način kako povratiti svoj brod, Crni biser, koji je zarobila Britanska kraljevska ratna mornarica.
Osim pomaganja Sparrowu, igrač može sudjelovati u drugim zadatcima, kao što je odbijanje invazije Rogerove vojske živih mrtvaca na glavne otoke, uključivanje u gusarski rat između Francuske i Španjolske, ili potraga za izgubljenim ukletim oružjem Španjolskih konkvistadora. Također, jedan od najsnažnijih igračevih neprijatelja je Istočnoindijska trgovačka kompanija, koja pirate gleda kao glavnu prijetnju svom širenju na Karibima.

## Lokacije

### Glavni otoci
Ovi otoci su najnapučeniji u igri.
- Padres Del Fuego - bivša španjolska kolonija, na ovom vulkanskom otoku se nalaze dva grada, Los Padres i Las Pulgas. Na otoku se nalazi i utvrda Fort Dundee, kao i rudnik Beckett's Quarry.
- Port Royal - glavna britanska luka u tom dijelu Kariba, Port Royal je pod čvrstom kontrolom Kraljevske mornarice i Istočnoindijske kompanije, iako će pirati i ovdje morati doći radi raznih misija.
- Tortuga - piratski otok koji je slobodan od svake kolonijalne vlasti.

### Naseljeni otoci
Ovi otoci imaju razna naselja ali nisu ni pod čijom vlašću. 
- Kuba - utočište voodoo vještice Tie Dalme.
- Kingshead - izolirana stijena nasred mora, Kingshead je zapravo golema utvrda pod kontrolom Istočnindijske kompanije.
- Raven's Cove - otok naseljen duhovima, jer su svi stanovnici pobijeni tijekom bitke koja se odigrala ondje između živih mrtvaca Jolly Rogera i vojske Istočnoindijske kompanije.

### Divlji otoci
Ovi otoci uglavnom imaju malo stanovnika, ali neki su preplavljeni bićima pod utjecajem magije Jolly Rogera.
- Cutthroat Isle
- Devil's Anvil
- Driftwood Isle
- Isla Cangrejos
- Isla Perdida
- Isla Tormenta
- Outcast Isle
- Rumrunner's Isle

### Gusarski otoci
Ovi otoci su preplavljeni gusarima koji se bore za Francusku, odnosno Španjolsku, oko kontrole nad Karibima.
- Ile d'Etable de Porc
- Isla De La Avaricia

### Ostali otoci
Ovim otocima se može pristupiti samo jednom tijekom igre.
- Rambleshack
- Black Pearl Island